# Tmesisternus arfakianus
Tmesisternus arfakianus es una especie de escarabajo del género Tmesisternus, familia Cerambycidae. Fue descrita científicamente por Gestro en 1876.
Habita en Nueva Guinea Occidental. Esta especie mide 11 mm.